# King Kong (cantante)
King Kong, pseudonimo di Dennis Anthony Thomas (Kingston, 26 marzo 1962), è un cantautore reggae giamaicano.
King Kong è stato uno dei cantanti reggae più rilevanti della seconda metà degli anni ottanta, segnando l'epoca della prima dancehall digitale, il raggamuffin, assieme ad altri artisti come Nitty Gritty, Tenor Saw, Anthony Red Rose, Half Pint e Pad Anthony. Come per molti cantanti dell'epoca, lo stile vocale di King Kong è stato etichettato come Waterhouse style, sulla scia di Tenor Saw, Nitty Gritty, Anthony Red Rose ed altri.

## Biografia
Dennis Anthony Thomas nacque nel 1962 a Kingston, capitale della Giamaica. Thomas iniziò la sua carriera sotto lo speudonimo di Junior Kong per via di suo padre. La sua prima attività in ambito musicale fu come dj per la Tuff Gong Records, realizzando il suo singolo di debutto "Pink Eye" nel 1982, qualche anno prima di trovare il vero e proprio successo. Dopo aver lavorato con GT nel suo sound system Love Bunch, King Kong registrò materiale per la Firehouse Records di King Tubby, esordendo con uno stile vocale simile a quello dei contemporanei Tenor Saw e Nitty Gritty, una sonorità che accomunava diversi artisti dell'epoca e che venne riconosciuta come Waterhouse style. I riddim digitali di King Jammy - considerato il padre del early ragga - completavano il talento del cantante, come può essere compreso nei suoi primi brani, come "Aids" e "Babylon". In questo periodo vennero incisi i primi singoli di rilievo come "Trouble Again", "Mix Up" e "Legal We Legal", che figureranno nel futuro full-length. L'album di debutto, Trouble Again, venne pubblicato nel 1986 per la Greensleeves nel Regno Unito con King Jammy alla produzione. Lo stile era fortemente basato su ritmi digitali in pieno stile early ragga, e i brani vennero creati con la collaborazione di alcune celebri backing band quali Steely & Clevie e The Super Power All Stars. Il 1986 fu un anno molto produttivo per l'artista, dal momento che furono pubblicati ben cinque album. Tra questi, due split album, Two Big Bull In A One Pen con Anthony Red Rose e Musical Confrontation con Nitty Gritty. I restanti album solisti furono Legal We Legal, Dance Hall Session, Big Heavy Load. Questi lavori vennero prodotti da celebri produttori come King Jammy, King Tubby e Bunny Lee. L'anno successivo seguirono altri due album, Identify Me e Musical Terrorist, che figurarono di fatto come le ultime pubblicazioni dell'artista negli anni d'oro dell'epoca early ragga. In seguito King Kong si trasferì a New York per poi partire per il Canada alla fine degli anni ottanta. Con la morte di Tenor Saw nel 1988, King Kong gli dedicò un brano tributo dal titolo di "He Was A Friend". Nei primi anni novanta l'artista si spostò in Inghilterra cercando di riemergere, senza trovare però sbocchi per un nuovo successo. È in questo periodo che venne pubblicata l'unica raccolta, in realtà un album split che conteneva il suo primo album Trouble Again assieme al debutto di Nitty Gritty Turbo Charged.
Dopo oltre un decennio di assenza King Kong si ripresentò a metà degli anni duemila pubblicando l'album Rumble Jumble Life nel 2005 per l'etichetta Massive B. Più di recente è stato pubblicato l'ultimo disco, dal titolo di Ethiopian Dream (2013) per la King Shiloh Records.

## Discografia

### Album in studio
- 1986 - Trouble Again
- 1986 - Legal We Legal
- 1986 - Dance Hall Session
- 1986 - Big Heavy Load
- 1987 - Identify Me
- 1987 - Musical Terrorist
- 2005 - Rumble Jumble Life
- 2013 - Ethiopian Dream

### Split album
- 1986 - Musical Confrontation (con Nitty Gritty)
- 1986 - King Tubbys Presents Two Big Bull In A One Pen (con Anthony Red Rose)

### Raccolte
- 1992 Turbo Charged & Trouble Again (con Nitty Gritty)